# Вороний Камень
Воро́ний Ка́мень (Воро́ньи ска́лы) — гряда глыбовых скал на Среднем Урале, в Невьянском районе Свердловской области России. Находится в окрестностях посёлка городского типа Верх-Нейвинского.

## Описание
Скалы Вороний Камень расположены на восточном отроге Берёзовой горы, которая находится на юго-восточном берегу Верх-Нейвинского пруда.
Вороний Камень представляет собой группу невысоких (до 15 метров) отдельных гранитных скал, расположенных в 30—150 метрах друг от друга. Скальная гряда вытянута с юго-запада на северо-восток. Местами скалы образуют причудливые формы. Наиболее живописно выглядят скальные останцы с северо-востока. В 30 метрах от них виден небольшой скальный выход, за которым находятся наиболее высокие скалы длиной около 30 метров. Большинство скал отвесные. Вокруг растёт берёзовый лес.

## Путь до скал
Добраться до скал можно лишь по Старой Таватуйской дороге — труднопроходимой лесной дороге, связывающей посёлки Верх-Нейвинский и Таватуй.
Со стороны Верх-Нейвинска дорога начинается в районе запруды на реке Первой. Река и запруда находятся между территориями двух садоводческих товариществ «Металлург» и «Заречное». Добраться до Первой реки можно на легковом автомобиле. Автодорога до садов является левым ответвлением от подъездной дороги к Верх-Нейвинску от Серовского тракта, на шестом километре по направлению движения в сторону посёлка. После садов можно продолжить движение лишь пешком либо на транспортном средстве повышенной проходимости (на велосипеде, мотоцикле, квадроцикле или внедорожнике).
От стоянки между территориями двух садоводческих товариществ ведёт лесная дорога на юг, иногда отклоняясь от меридионального направления, в сторону Таватуя. Необходимо продолжать движение 11 километров, после чего повернуть налево и продолжать движение около одного километра. Едва проходимая дорога постепенно будет уходить в Берёзовую гору, на отрогах которой находятся скалы.
Со стороны Таватуя путь короче. Движение необходимо начинать от подъездной дороги к лагерям «Приозёрный» и «Самоцветы», в четырёх километрах от Серовского тракта. После поворота на лагерную зону (северное ответвление) необходимо продолжать движение до конца дороги, до пересечения её с лесной просекой (газовой линией). Далее ведёт труднопроходимая дорога налево, сначала в восточном направлении, постепенно меняя курс на северное направление. Продолжать движение необходимо примерно четыре километра, после чего повернуть направо и пройти путь около одного километра до скал.